# VR Troopers
VR Troopers est une série télévisée américano-japonaise en 92 épisodes de 25 minutes, créée par Haim Saban (créateur de Power Rangers) et diffusée entre le 3 septembre 1994 et le 21 janvier 1996 en syndication.
En France, la série a été diffusée à partir du 1er juillet 1995 dans le Club Dorothée sur TF1. Netflix a diffusé la série entre le 15 juin 2011 et le 31 janvier 2021.

## Synopsis
Ryan Steele, Kaitlin Star et J.B. Reese sont à la fois journalistes et propriétaires d'un dojo. Un jour, ils sont, à leur grande surprise, transportés dans l'univers parallèle VR par le professeur Hart.
Ce dernier leur révèle que le père de Ryan travaillait sur un puissant système informatique qui pourrait fusionner les mondes virtuel et réel. Mais il fut alors enlevé par le malfaisant seigneur Grimlord, qui comptait s'emparer de ce puissant système informatique afin de devenir le souverain suprême des deux mondes. Il leur révèle également qu'avant d'être enlevé par Grimlord, Tyler Steele avait construit trois armures de combat. Pour conclure, il leur remet à chacun un virtualiseur permettant de revêtir leur armure si nécessaire. Le combat pour la liberté du monde réel a commencé...

## Distribution
- Brad Hawkins (en) (VF : Olivier Jankovic) : Ryan Steele
- Sarah Joy Brown (en)(VF :  Élisabeth Fargeot) : Kaitlin Starr
- Michael Calvin Bacon (VF : Vincent Barazzoni) : J.B. Reese
- Gardner Baldwin (VF : Francis Lax) : Karl Ziktor/Grimlord
- Richard Rabago : Tao
- Michael Sorich (en) : Woody Stocker
- Julian Combs : Professeur Hart
- David Carr : Tyler Steele
- Aaron Pruner : Percival « Percy » Rooney III

## Épisodes

### Première saison (1994-1995)
1. Au secours du professeur (The Battle Begins, Part 1)
2. Seconde victoire (The Battle Begins, Part 2)
3. À la recherche de Tyler Steel (Searching For Tyler Steele)
4. Un chien a disparu (Dogmatic Change)
5. La bataille des livres (Battle For the Books)
6. Le complot du dojo (The Dojo Plot)
7. Première page (Kaitlin's Front Page)
8. La petite cousine (Kaitlin's Little Helper)
9. L'amnésique (Lost Memories)
10. Les deux frères (Oh Brother)
11. Le virus maléfique (Error in the System)
12. Le défi de Grimlord (Grimlord's Challenge)
13. Le prisonnier du clavier (Computer Captive)
14. V6 virtuel (The Virtual V-6)
15. L'espion virtuel (The Virtual Spy)
16. Faux amis (No One's Friend)
17. Nom d'un chien (The Dognapping)
18. Sauvez les arbres (Save the Trees)
19. Un sale tour (A Dirty Trick)
20. Une chienne de vie (My Dog's Girlfriend)
21. Le tunnel maudit (Digging For Fire)
22. Le cerveau (The Great Brain Robbery)
23. Quel cauchemar (Nightmares)
24. En avant la musique (Grimlord's Greatest Hits)
25. Le chien invisible (The Disappearance)
26. Les fleurs du mal (Small But Mighty)
27. La maison hantée de Grimlord (Grimlord's House of Fear)
28. Les jeux sont faits (Three Strikes)
29. Baignade interdite (Danger in the Deep)
30. Aux âmes bien nées (Secret Admirer)
31. Au secours de Darkor 1re partie (Defending Darkheart)
32. Au secours de Darkor 2e partie (Defending Darkheart)
33. Au secours de Darkor 3e partie (Defending Darkheart)
34. Au secours de Darkor 4e partie (Defending Darkheart)
35. Le motard fantôme (Ghost Biker)
36. Animaux en danger (Endangered Species)
37. Un entraîneur de choc (Field Goal)
38. La nouvelle recrue 37 (The Littlest Trooper)
39. Le virus (The Reality Virus)
40. Solidarité (Friends in Need)
41. La course d'obstacles (Good Trooper, Bad Trooper)
42. Ryan peau de chien (The Old Switcharoo)
43. Un clone bien triste (The Couch Potato Kid)
44. La métamorphose (The Transmutant)
45. Qui est le roi de la montagne ? (Who's King of the Mountain?)
46. Le sauvetage (Race to the Rescue)
47. Visite touristique (Fiddler on the Loose)
48. Panique (Virtually Powerless)
49. Les extraterrestres (New Kids on the Planet)
50. Le message de l'espace (Message From Space)
51. La nuit du python rouge 1re partie (The Rise of the Red Python, Part 1)
52. La nuit du python rouge 2e partie (The Rise of the Red Python, Part 2)

### Deuxième saison (1995-1996)
1. L'armure de Ryan (Mutant Mutiny)
2. Retour vers le passé (Trooper Out of Time)
3. Le pouvoir intérieur (Secret Power)
4. La quête du pouvoir 1re partie (Quest For Power, Part 1)
5. La quête du pouvoir 2e partie (Quest For Power, Part 2)
6. La quête du pouvoir 3e partie (Quest For Power, Part 3)
7. La quête du pouvoir 4e partie (Quest For Power, Part 4)
8. La quête du pouvoir 5e partie (Quest For Power, Part 5)
9. Victime de la mode (Fashion Victims)
10. Les jeux sont faits (Game Over)
11. Le labo sous la mer (Watered Down)
12. Le facteur négatif (The Negative Factor)
13. Le double dans le miroir 1re partie (Kaitlin Through the Looking Glass, Part 1)
14. Le double dans le miroir 2e partie (Kaitlin Through the Looking Glass, Part 2)
15. Kaitlin fait du cinéma (Kaitlin Goes Hollywood)
16. Grimlord prend racine (Grimlord Takes Root)
17. La disquette (The Disk)
18. Le venin (Virtual Venom)
19. L'ordre nouveau (New World Order)
20. Grimlord s'attaque aux enfants (Grimlord's Children)
21. Le sabre millénaire (The Millennium Sabre)
22. Le secret de Grimlord 1re partie (Grimlord's Dark Secret)
23. Le secret de Grimlord 2e partie (Grimlord's Dark Secret)
24. Médaille d'or (On the Wrong Track)
25. En route pour le passé (Forward Into the Past)
26. Dans les griffes d'Oraclon (Into Oraclon's Web)
27. L'assistant du Père Noël (Santa's Secret Trooper)
28. L'invasion des Sharmeekas (The Charmeeka Invasion)
29. La bataille des rêves (Dream Battle)
30. Le concert (A Hard Day's Mutant)
31. Attraction magnétique (Magnetic Attraction)
32. Retour au labo (Get Me to the Lab on Time)
33. L'affamé des cacahouètes (Grimlord's Big Breakout)
34. Randonné mouvementée 86 (Field and Scream)
35. Le Duplitron (The Duplitron Dilemma)
36. Despera contre-attaque (Despera Strikes Back)
37. Le fantôme de la forêt (The Ghost of Cross World Forest)
38. La marionnette (Grimlord's Dummy)
39. Temps mort ! (Time Out!)
40. La nouvelle mémoire (Galileo's New Memory)

## Commentaires
Cette série résulte d'un autre mélange japano-américain produit par Haim Saban. Les armures de combat que portent J.B. Reese Kaitlin Star et Ryan Steele sont en effet respectivement celles de Spielvan et de son assistante Diana et celle de Metalder.
Toutefois, Ryan Steele perd son armure de Metalder au cours de la seconde saison et obtient en remplacement l'armure du capitaine Sheider.
Malgré les bonnes audiences et les bonnes critiques, surfant sur le succès de Power Rangers, la série a été annulée au bout de 2 saisons et 92 épisodes, car la production avait épuisée toutes les scènes de combats des 3 séries japonaises mentionnées plus tôt qui leur ont été mises à leur disposition.
Cette série, est un mélange de Metal Heros et de Power Rangers. Elle se démarque des autres séries de Saban adaptées de séries japonaises car les scènes de combats issues des scènes japonaises étaient plus violentes.